# Nadège Mbadou
 (mai 2025).
Nadège Mbadou est une musicienne gabonaise,. Auteure-compositrice-interprète, ses titres musicaux sont des hymnes sur le thème de l'amour.

## Biographie
Nadège Mbadou commence sa carrière en 1997 en se produisant dans les soirées d'un night-club de Libreville, appelé "Le Cotton Club". Nadége Mbadou collabore avec des artistes tels que Frédéric Gassita (en) (pianiste gabonais) et Patience Dabany à qui elle prête sa voix en tant que choriste. En 2001, elle fait une tournée musicale à l'Olympia de Paris avec Patience Dabany.
En 2004, elle rencontre Jean-Yves Messan producteur des Studios Mandarines, avec qui elle réalisera la compilation Couleur Mandarine.
En 2006, elle sort son premier album intitulé Muéré. La chanteuse de sa voix grave et suave met en avant des rythmes variés : Afro zouk, Zouk Love , Coupé décalé, Rumba, Techno, Rnb, Kizomba, Gospel, tradi-moderne, Afro folk. Plusieurs artistes ont collaboré avec elle, tels que : Patience Dabany, Jacob Devarieux, Secta'a, Mathis Makaba, Isaac John.

## Discographie
L'artiste gabonaise compte plusieurs albums et singles :
- Muéré 2006

- Pour vous 2008
- Silence 2011
- Andoure Endi
- Enchaine moi
- Histoire d'amours
- You me
- Mon beau mirage
- Diale sissiele

## Distinctions
En 2006, grâce à son premier album" Muéré" Nadége Mbadou remporte les prix de meilleure artiste féminine et meilleur clip au Balafon Gabon Music Awards.

### Articles Connexes
- Musique gabonaise
- Gabon
- Artiste